# Gilles Clément

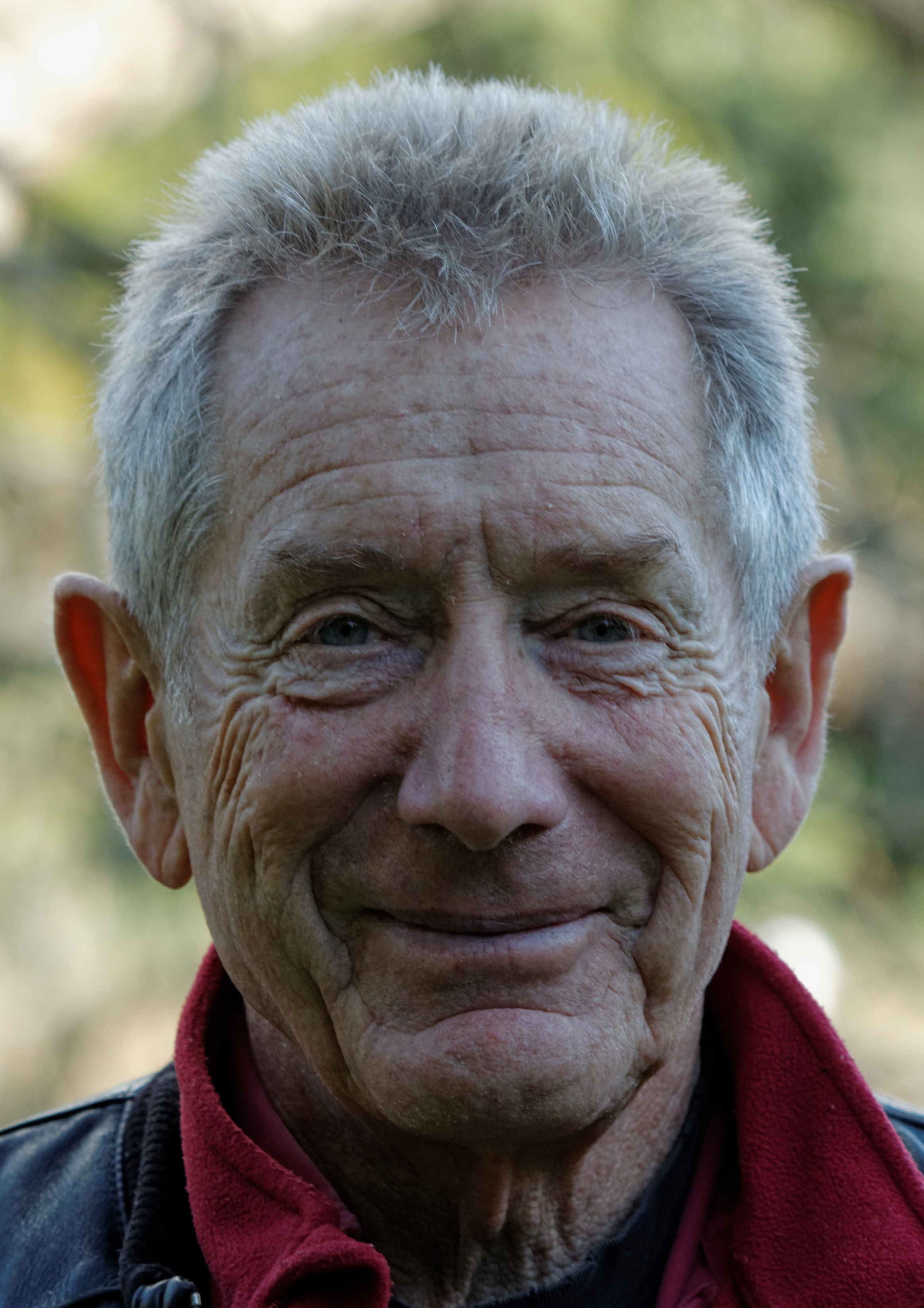
Gilles Clément, em 2015

Gilles Clément (Argenton-sur-Creuse, 6 de outubro de 1943) é um jardineiro, paisagista, botânico, entomologista, biólogo e escritor francês. É autor de vários conceitos no âmbito do paisagismo do final do século XX ou início do século XXI, nomeadamente, 'jardim móvel' (jardin en mouvement), 'jardim planetário' (jardin planétaire ) e 'terceiro cenário' (níveis de pagamento).
Ele ganhou atenção por seu projeto de parques públicos na França, como o Parc André-Citroën. Em 1998, recebeu o Prêmio Nacional da Paisagem da França. Desde 1977, desenvolveu seu próprio "jardim móvel" (le jardin en mouvement) em La Vallée, Creuse.
Clément projetou a exposição Environment: Approaches for Tomorrow no Centro Canadense de Arquitetura em 2006.